# Liste der denkmalgeschützten Objekte in Waldhausen (Niederösterreich)
Die Liste der denkmalgeschützten Objekte in Waldhausen enthält die 9 denkmalgeschützten, unbeweglichen Objekte der niederösterreichischen Marktgemeinde Waldhausen.

## Denkmäler
| Foto |                 | Denkmal                                                                                | Standort                                                      | Beschreibung | Metadaten |
| ---- | --------------- | -------------------------------------------------------------------------------------- | ------------------------------------------------------------- | --- | --- |
| ja   | Datei hochladen | Kath. Pfarrkirche hl. Georg HERIS-ID: 49553 Objekt-ID: 53391                           | Brand 901 Standort KG: Brand                                  | Die Pfarrkirche St. Georg, auf einer Anhöhe im Norden des Angers gelegen und von einer Friedhofsmauer umgeben, ist ein gotischer Bau des 14. Jahrhunderts, mit Rechteckchor und Südturm. Sie wurde 1671 barockisiert und umgebaut. Das dreijochige Langhaus hat eine Giebelfassade und ist in der Mittelachse durch Lisenen gegliedert. Der eingezogene einjochige Chor ist dreiseitig geschlossen. Beidseitig des Langhauses liegen quadratische Sakristeianbauten. Der Turm verfügt über einen quadratischen Grundriss und wird von einem 1909 veränderten Zwiebelhelm bekrönt.                                                                              | BDA-Hist.: Q28923983 Status: § 2a Stand der BDA-Liste: 2025-06-30 Name: Kath. Pfarrkirche hl. Georg GstNr.: .1 Saint George Church (Brand, Waldhausen)                                   |
| ja   | Datei hochladen | Ortskapelle Königsbach HERIS-ID: 50097 Objekt-ID: 54712                                | Königsbach 3, vor Standort KG: Königsbach                     | Die Ortskapelle von Königsbach, errichtet 1848, ist ein schlichter Bau mit Rundapsis, Dachreiter und Pyramidenhelm. Der Innenraum ist flachgedeckt. Zur Ausstattung zählen eine weibliche Heiligenfigur von Ende des 15. Jahrhunderts sowie eine spätbarocke Immaculatafigur aus der ersten Hälfte des 19. Jahrhunderts. | BDA-Hist.: Q38038026 Status: § 2a Stand der BDA-Liste: 2025-06-30 Name: Ortskapelle Königsbach GstNr.: .19                                                                               |
| ja   | Datei hochladen | Ortskapelle hl. Maria Hilfe der Christenheit HERIS-ID: 50165 Objekt-ID: 54861          | Loschberg 900 Standort KG: Loschberg                          | Die Loschberger Ortskapelle Maria Hilfe der Christenheit ist ein 1880 errichteter, schlichter Bau mit halbrunder Apsis und einem Dachreiter mit Pyramidenhelm. | BDA-Hist.: Q38038483 Status: § 2a Stand der BDA-Liste: 2025-06-30 Name: Ortskapelle hl. Maria Hilfe der Christenheit GstNr.: .21                                                         |
| ja   | Datei hochladen | Schloss Niedernondorf HERIS-ID: 44263 Objekt-ID: 45037                                 | Niedernondorf 19 Standort KG: Niedernondorf                   | Das Schloss Niedernondorf ist eine ursprünglich eingeschoßige Anlage, die im 18. Jahrhundert aufgestockt und umgestaltet wurde. Das Anwesen wurde erstmals 1294 als Besitz der Kuenringer erwähnt. Die Nordfront der U-förmigen Anlage verfügt über Flachgiebel und eine spätbarocke Lisenengliederung. Der Hoftrakt, 1845 als Kanzlei und Arrestgebäude errichtet, ist ein zweigeschoßiger Biedermeierbau mit genuteter Fassade und Keilsteindekor. | BDA-Hist.: Q2242687 Status: Bescheid Stand der BDA-Liste: 2025-06-30 Name: Schloss Niedernondorf GstNr.: 1222, 1224/1, 1224/3, .31 Schloss Niedernondorf                                 |
| ja   | Datei hochladen | Kath. Pfarrkirche hl. Nikolaus HERIS-ID: 50314 Objekt-ID: 55156                        | Niedernondorf 19, neben Standort KG: Niedernondorf            | Die Pfarrkirche St. Nikolaus, auf einer Anhöhe im Süden des Ortes gegenüber dem Schloss gelegen, wurde 1674–1676 unter Beibehaltung von Teilen eines frühgotischen Baus neu errichtet. Der im Kern aus dem 14. Jahrhundert stammende Westturm hat ein Glockengeschoß mit rundbogigen Schallfenstern. Das kurze Langhaus mit einspringendem Rechteckchor und südlich gelegenen Sakristeianbauten ist an der Nordseite durch ein barockes Portal mit gesprengtem Giebel zugänglich. | BDA-Hist.: Q38039338 Status: § 2a Stand der BDA-Liste: 2025-06-30 Name: Kath. Pfarrkirche hl. Nikolaus GstNr.: .32                                                                       |
| ja   | Datei hochladen | Ortskapelle hl. Johannes Nepomuk HERIS-ID: 50316 Objekt-ID: 55162                      | Niederwaltenreith 9, gegenüber Standort KG: Niederwaltenreith | Die dem hl. Johannes Nepomuk geweihte Ortskapelle von Niederwaltenreith ist ein 1904 errichteter, schlichter Bau mit eingezogener Halbkreisapsis und einem Dachreiter mit Spitzhelm. Zur Ausstattung zählen eine barocke Nepomukfigur aus der Mitte des 18. Jahrhunderts sowie zwei große Barockengel aus dem Stift Zwettl, die Ende des 17. Jahrhunderts angefertigt wurden. Der Innenraum der Kapelle ist flach gedeckt. | BDA-Hist.: Q38039358 Status: § 2a Stand der BDA-Liste: 2025-06-30 Name: Ortskapelle hl. Johannes Nepomuk GstNr.: .14 Ortskapelle Niederwaltenreith                                       |
| ja   | Datei hochladen | Kath. Filialkirche hl. Margaretha HERIS-ID: 50340 Objekt-ID: 55206                     | Obernondorf 900 Standort KG: Obernondorf                      | Die Filialkirche St. Margaretha, am Rande des ehemaligen Angers von Obernondorf gelegen, ist ein ursprünglich romanischer, einschiffiger Bau, der im 18. Jahrhundert barockisiert wurde. Der mächtige romanische Westturm verfügt über rundbogige Schallfenster und ein steiles Walmdach. Das Langhaus hat im Norden Flachbogenfenster, im Süden querovale Fenster über einem niedrigen Vorhallen- und Sakristeianbau. Am leicht eingezogenen Chor ist im Osten ein vermauertes romanisches Fenster mit Trichterlaibung zu sehen. | BDA-Hist.: Q38039529 Status: § 2a Stand der BDA-Liste: 2025-06-30 Name: Kath. Filialkirche hl. Margaretha GstNr.: .10 Filialkirche Obernondorf                                           |
| ja   | Datei hochladen | Kath. Pfarrkirche hll. Petrus und Paulus und Friedhof HERIS-ID: 50783 Objekt-ID: 56123 | Waldhausen 9, neben Standort KG: Waldhausen                   | Die den Aposteln Petrus und Paulus geweihte Pfarrkirche am südlichen Ortsrand von Waldhausen, umgeben von einem Friedhof, ist eine im 13. Jahrhundert errichtete, romanische Landkirche mit Halbkreisapsis. Der zweigeschoßige romanische Westturm verfügt über barocke Rundfenster von 1770 und wird von einem Pyramidendach bekrönt. Das Langhaus wurde im 15. Jahrhundert mit gotischen Strebepfeilern versehen. Seine Rundbogenfenster wurden im Stil des Barock erweitert. Der Chor ist etwas niedriger als das Langhaus. An der Rundapsis ist ein kleines romanisches Fenster in Trichterlaibung zu sehen. Im Norden liegt ein gotischer Sakristeianbau. | BDA-Hist.: Q38042112 Status: § 2a Stand der BDA-Liste: 2025-06-30 Name: Kath. Pfarrkirche hll. Petrus und Paulus und Friedhof GstNr.: 57, .23 Pfarrkirche Waldhausen in Niederösterreich |
| ja   | Datei hochladen | Brunnen HERIS-ID: 63482 Objekt-ID: 76149                                               | Waldhausen 40, in der Nähe Standort KG: Waldhausen            | Am Hauptplatz befindet sich ein Brunnen mit barockem Sandsteinputto, der ein flammendes Herz hält. | BDA-Hist.: Q38103497 Status: § 2a Stand der BDA-Liste: 2025-06-30 Name: Brunnen GstNr.: 1001/12                                                                                          |